# Krajnik-Balogh Gábor
Krajnik-Balogh Gábor (Nyíregyháza, 1982. október 12. –) magyar színész.

## Életpályája
1997-2001 között szülővárosában a Krúdy Gyula Gimnázium tanulója volt. 2002-2005 között a Gór Nagy Mária Színitanodában tanult, majd 2008-ban szerzett színész I. minősítést a Pesti Magyar Színiakadémián.
2000-2002 között már szerepelt a nyíregyházi Móricz Zsigmond Színház előadásaiban, melynek 2005-2011 között tagja volt. 2013-tól szerepel a Magyar Lovas Színház előadásaiban is. Megalakulásától szerepel a Veres1 Színház előadásaiban.
Szerepelt a TV2 Sztárban sztár leszek című műsor első évadában.

## Színházi szerepei

### Veres1 Színház
- Sörgyári Capriccio: Szenesember, Martin kocsis, igazgatósági tag
- Nők az idegösszeomlás szélén: Carlos
- Finito: Bak Tamás HSC
- Hajszál híján Hollywood: Howard
- Szép nyári nap: Öcsi
- A Padlás: Herceg
- 1×3 néha 4: Clifton
- Nap, árnyék, boszorkány: Homonnay-Nagy György
- Rövidzárlat (Black Comedy): Georg Bamberger
- Oz, a csodák csodája: Vill, Bádogember
- Csoportterápia: Sziszi
- Anconai szerelmesek: Lucrezio
- Az Egérfogó: Christopher Wren

## Filmes és televíziós szerepei
- 2021 Mintaapák – /Bazsi/
- 2013 Családi titkok – Széttört álmok /Katona Balázs/ R.: Végh Zoltán (TV2 sorozat)
- 2011 Barátok Közt – Dienes Dénes, újságíró R.: Szerencsés Gabriella, Kinizsi Ottó (RTL Klub sorozat)
- 2011 Jóban Rosszban R.: Pajer Róbert (TV2 sorozat)
- 2008 Presszó R.: Sas Tamás (MTV sorozat)
- 2007 Tűzvonalban R.: Soós Péter, Pajer Róbert (MTV sorozat)